# Зборувек-Новий
Зборувек-Новий (пол. Zborówek Nowy) — село в Польщі, у гміні Пацанув Буського повіту Свентокшиського воєводства.
У 1975-1998 роках село належало до Келецького воєводства.